# 추적자 (1984년 영화)
《추적자》(The Evil That Men Do)는 미국에서 제작된 J. 리 톰슨 감독의 1984년 액션, 스릴러 영화이다. 데이비드 리 헨리와 존 크로우더는 이 영화를 위해 R. Lance Hill의 소설 The Evil That Men Do을 각색하였다. 찰스 브론슨 등이 주연으로 출연하였고 판코 코너 등이 제작에 참여하였다.

## 출연

### 주연
- 찰스 브론슨
- 테레사 살다나

### 조연
- 조셉 마허
- 앤트워넷 바우어
- 르네 엔리크
- 호세 페레
- 존 글로버
- 레이몬드 세인트 자크

## 기타
- 원작자: R. 랜스 힐
- 협력프로듀서: 질 아일랜드
- 협력프로듀서: 데이비드 프링글
- 의상: 포피 캐논-리스